# Mouvement républicain populaire
Das Mouvement républicain populaire (MRP; deutsch Volksrepublikanische Bewegung, oft „Volksrepublikaner“ genannt) war eine christdemokratische Partei in Frankreich, die von 1944 bis 1967 bestand. Es wurde unmittelbar nach dem Zweiten Weltkrieg gegründet und war in der frühen Vierten Republik (1946 bis 1951) die bestimmende politische Kraft. Neben der deutschen CDU/CSU und der italienischen Democrazia Cristiana zählte das MRP zu den drei großen christdemokratischen Parteien Westeuropas. In den 1950er-Jahren verlor die Partei sukzessive an Bedeutung, 1967 löste sie sich auf. Zu ihren Führungspersonen gehörten Robert Schuman, Georges Bidault, François de Menthon und Pierre Pflimlin.

## Geschichte

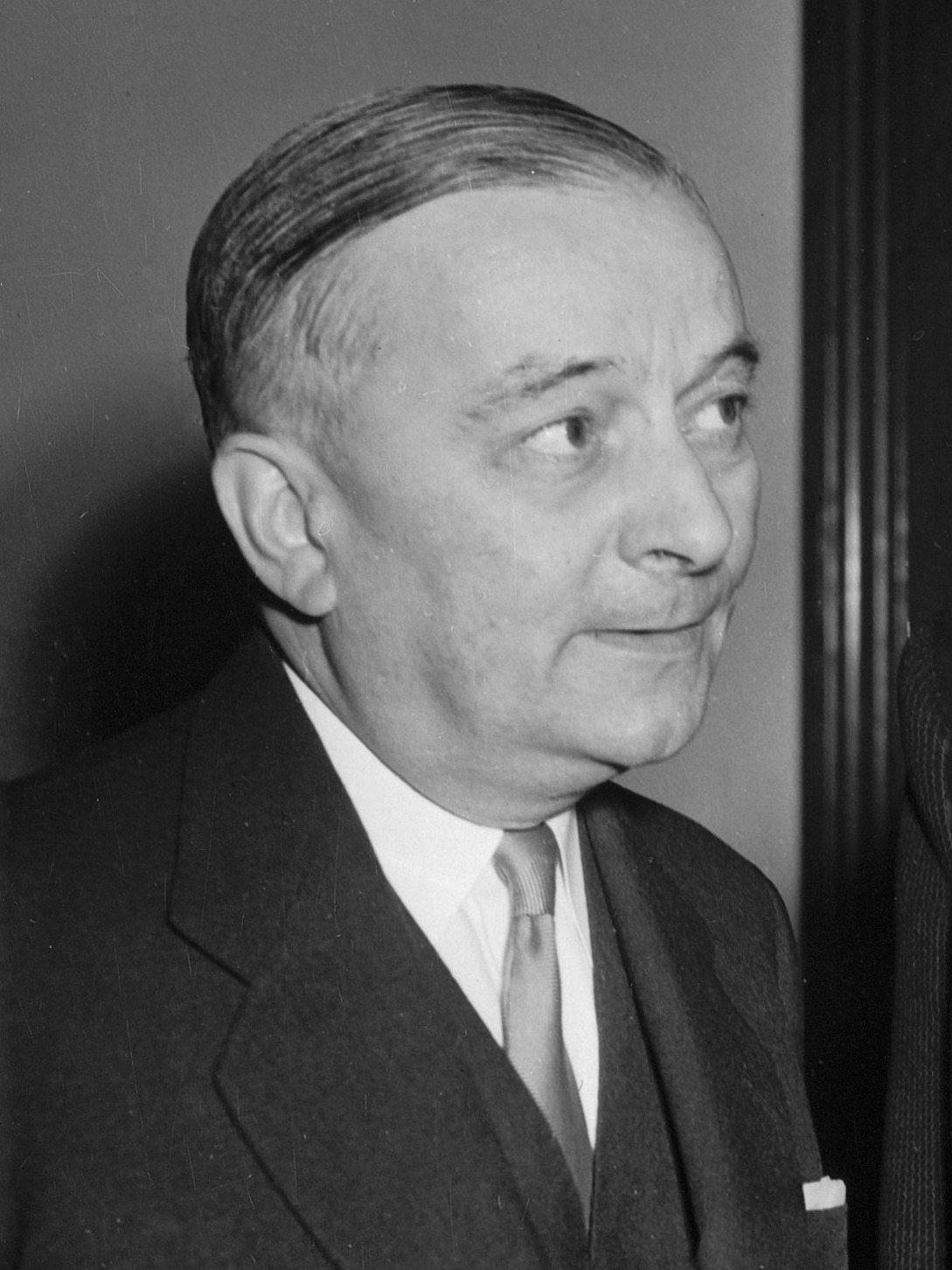
Georges Bidault

Das MRP wurde nach der Befreiung Frankreichs im Herbst 1944 von katholischen und christdemokratischen Politikern und Kämpfern der Résistance gegründet. Viele davon hatten in der Zwischenkriegszeit der Parti Démocrate Populaire (PDP; z. B. Georges Bidault), der elsässischen Union populaire républicaine (UPR) oder der lothringischen Union républicaine lorraine (URL; z. B. Robert Schuman) angehört. Weitere Mitglieder kamen zudem aus dem christlichen Gewerkschaftsbund CFTC oder dem katholischen Jugendverband ACJF. Inhaltlich vertrat die Partei ein sozialpolitisches Reformprogramm, war eine Verfechterin der deutsch-französischen Versöhnung und strebte ein Vereintes Europa an. Politiker des MRP spielten eine wichtige Rolle bei den ersten Schritten der (west-)europäischen Integration (Schuman-Plan, Montanunion).
Bei den Wahlen zur Verfassunggebenden Versammlung im Oktober 1945 wurde das MRP knapp hinter den Kommunisten (PCF) zweitstärkste Kraft und bildete mit diesen sowie den Sozialisten (SFIO) die provisorische Regierung. In der zweiten Verfassunggebenden Versammlung, die im Juni 1946 gewählt wurde, war das MRP mit 166 der 586 Sitze stärkste Kraft. Anschließend führte Georges Bidault die Übergangsregierung. Die Drei-Parteien-Koalition (tripartisme) mit den Kommunisten (PCF) und Sozialisten (SFIO) setzte das MRP bis 1947 fort. Nach dem Ausscheiden der Kommunisten aus der Regierung folgte eine Mitte-Koalition (Troisième Force) aus MRP, SFIO, der sozialliberalen Parti radical und UDSR, die in wechselnden Kabinetten bis 1951 Bestand hatte. In diesen war Robert Schuman 1947 bis 1948, Georges Bidault 1949 bis 1950 Premierminister.
Die Wahlergebnisse des MRP sanken bereits sehr rasch: Bei der Parlamentswahl 1951 halbierte sich sein Stimmenanteil im Vergleich zu 1946. Die Widersprüchlichkeit der Strategie der Partei lag dem Journalisten Jacques Fauvet zufolge darin, „linke Politik mit rechten Wählern zu machen, während sie in der Mitte saß.“ Zahlreiche Anhänger und Politiker des MRP liefen zum Rassemblement du peuple français (RPF), der Partei Charles de Gaulles, über. Dennoch spielte die christdemokratische Partei eine wichtige Rolle in den folgenden Mitte-rechts-Regierungen. Das MRP war in der Frage des Algerien-Problems schließlich tief gespalten.
Die Partei stimmte der Rückkehr de Gaulles an die Macht und der Gründung der Fünften Republik zu. In dieser setzte sich jedoch ihr Bedeutungsverlust fort. Bis 1962 war das MRP Juniorpartner in de Gaulles Regierung, dann ging es in die Opposition. Einen Achtungserfolg erzielte die Partei bei der Präsidentschaftswahl 1965, als ihr letzter Vorsitzender Jean Lecanuet 15,6 % der Stimmen erhielt. Die verbliebenen Mitglieder gründeten im Jahr darauf unter der Führung Lecanuets das Mitte-orientierte Centre démocrate, aus dem 1976 wiederum das Centre des démocrates sociaux (CDS) hervorging. Dieses schloss sich 1978 der Union pour la Démocratie Française (UDF) an.

## Wahlen zur Nationalversammlung
- 1945: 23,9 % – 150 Sitze
- 1946: 28,2 % – 169 Sitze
- 1946: 25,9 % – 167 Sitze
- 1951: 12,6 % – 96 Sitze
- 1956: 11,1 % – 84 Sitze
- 1958: 11,1 % – 57 Sitze
- 1962: 9,1 % – 55 Sitze

Hinweis zu den Wahlresultaten: Sie stimmen in der Größenordnung, variieren aber je nach Quelle um bis zu 2–3 %.

## Präsidenten des MRP
- Maurice Schumann (1944–1949)
- Georges Bidault (1949–1952)
- Pierre-Henri Teitgen (1952–1956)
- Pierre Pflimlin (1956–1959)
- André Colin (1959–1963)
- Jean Lecanuet (1963–1965)

## Generalsekretäre des MRP
- André Colin (1944–1955)
- Maurice-René Simonnet (1955–1963)
- Joseph Fontanet (1963–1967)